# Шаброль, Андре Жан Христоф
Андре Жан Христоф граф Шаброль де Крузоль (фр. Christophe de Chabrol de Crouzol; 16 ноября 1771, Рьом, Пюи-де-Дом, Овернь — Рона — Альпы - 7 октября 1836, Пасльер) — французский политический и государственный деятель эпохи Реставрации. Член Палаты пэров Франции.

## Биография
Сперва служил в администрации Наполеона , затем в 1814 году стал сторонником Реставрации Бурбонов.  
В 1817 г. был назначен товарищем (заместителем) министра внутренних дел Франции, поддержал жестокие репрессии против бывших сторонники Бонапарта; в 1821—1823 годах был роялистским депутатом, с 1823 года до революции 1830 г. — пэром, в 1824—1829 годах служил министром военно-морского флота в кабинете Ж.-Б. Виллеля, в 1829—1830 годах — министром финансов в кабинете Полиньяка. 
Член Французского географического общества. В 1829 году — его председатель.
После Июльской революции 1830 г., не желая оставаться связанным с всё более репрессивным правительством, удалился от политики, но оставался сторонником монархии Бурбонов.